# Punkalaiduns kyrkoby
Punkalaiduns kyrkoby (finska: Punkalaitumen kirkonkylä) är en tätort (finska: taajama) och centralort i Punkalaiduns kommun i landskapet Birkaland i Finland. Vid tätortsavgränsningen den 31 december 2021 hade Punkalaiduns kyrkoby 1 099 invånare och omfattade en landareal av 5,04 kvadratkilometer.